# Verwaltungsgemeinschaft Stadtsteinach
In der Verwaltungsgemeinschaft Stadtsteinach im oberfränkischen Landkreis Kulmbach haben sich folgende Gemeinden zur Erledigung ihrer Verwaltungsgeschäfte zusammengeschlossen:
1. Rugendorf, 963 Einwohner, 17,32 km²
2. Stadtsteinach, Stadt, 3183 Einwohner, 39,80 km²

Sitz der Verwaltungsgemeinschaft ist Stadtsteinach.